# Federale Overheidsdienst Financiën

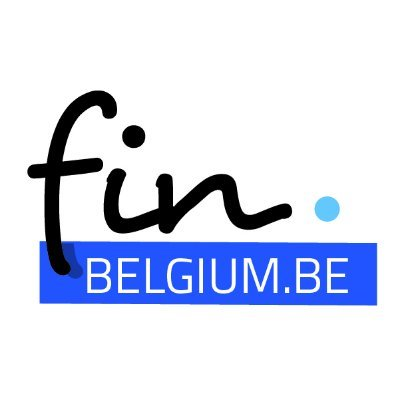
Instagramlogo

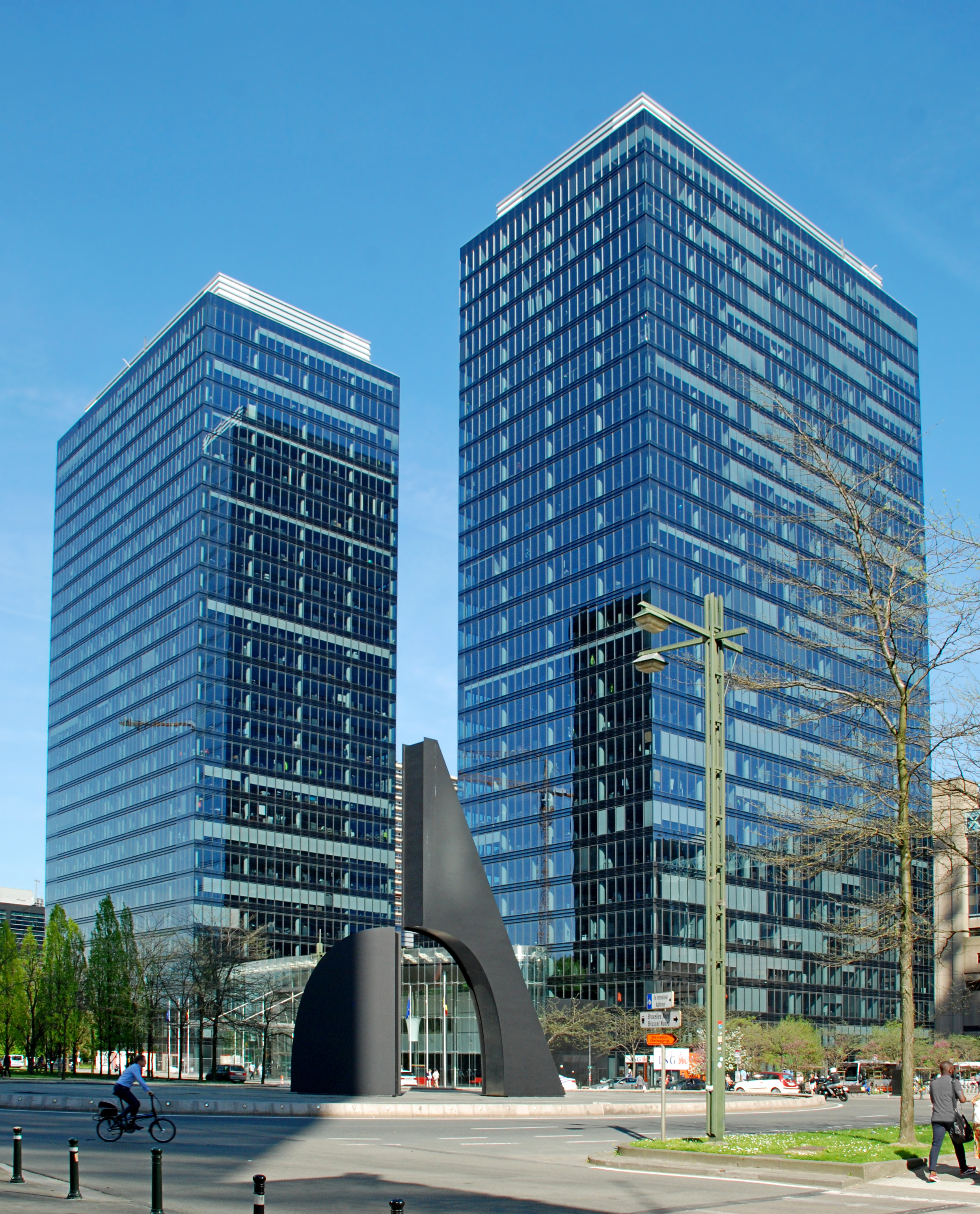
North Galaxytorens

De FOD Financiën is de Federale Overheidsdienst van België die zich bezighoudt met de financiën van het Rijk of de federale overheid, met name de belastingen en de staatskas. Het hoofdkantoor is gevestigd in de North Galaxytorens in Brussel

## Geschiedenis
De FOD Financiën zag het levenslicht als het ministerie van Financiën bij de oprichting van België in 1830 als een van de vijf oorspronkelijke ministeries. Dit ministerie was bevoegd voor de belastingen, de staatskas en de begroting.
Van oudsher kende de belastingdienst een indeling volgens de aard van de belastingen:
- de Directe belastingen met 200 ontvangkantoren en 500 controlekantoren
- de btw, registratie en domeinen, met 40 btw-ontvangkantoren en 250 btw-controlekantoren, 250 registratiekantoren en 50 hypotheekbewaringen
- het Kadaster met 180 controlekantoren
- de Douane en accijnzen met 60 ontvangkantoren en 80 controlekantoren

Bij een aantal hervormingen in de jaren ’90 van de 20ste eeuw werd het traditionele organigram van de belastingdienst omgegooid. De volgende belastingdiensten kwamen hieruit voort:
- de administratie van Fiscale Zaken
- de administratie van de Ondernemings- en de Inkomensfiscaliteit
- de administratie van het Kadaster, Registratie en Domeinen
- de administratie van Douane en Accijnzen
- de administratie van de Invordering
- de administratie van de Bijzondere Belastinginspectie

De Administratie van Fiscale Zaken (AFZ) is de coördinerende dienst.  Dat behelst onder meer: de internationale betrekkingen, de voorbereiding van de wetgeving en de coördinatie van de wettelijke en reglementaire bepalingen, alsmede een antifraudecomité (AFC).
De Administratie van de Ondernemings- en de Inkomensfiscaliteit (AOIF) is de jarenlang bepleite samenvoeging van de controlediensten van de directe belastingen en de btw.
De Administratie van het Kadaster, Registratie en Domeinen (AKRED) is ook het gevolg van een samenvoeging.
Ook de Algemene Administratie Douane en Accijnzen blijft wat ze was, maar haar werkterrein was in 1992 al verplaatst van de grenzen naar het binnenland.  Dit behelst nu allerlei controles voor rekening van de btw, de belastingen, van EU-landbouwrestituties, van verdovende middelen, verboden wapens, namaakartikelen en andere verboden producten, ook van het rijbewijs of de inschrijving, de verzekering en de keuring van voertuigen.
De Administratie van de Invordering is misschien nog wel het meest ambitieuze project, voortspruitend uit de bedoeling om één enkele “kassa” of één enkele “rekening” te hebben voor alle belastingen.  De cijfers van de aanmaningen, vervolgingen en bewarende maatregelen zijn indrukwekkend, maar dat zijn de cijfers van de onbetaalde of achterstallige belastingen ook: meer dan 10 miljard euro aan directe belastingen en nog eens meer dan 10 miljard euro aan btw.
De Bijzondere Belastinginspectie (BBI) is de kleinste en misschien de meest bekende van de Belgische belastingdiensten.
Deze indeling was geen lang leven beschoren want door de Coperfin-hervorming wordt één algemene administratie Belastingen en invordering opgericht. Deze zorgt voor de controle, inning en handhaving van de federale belastingen en ook van veel belastingen van andere overheden en zal zes afdelingen tellen:
- Douane en Accijnzen
- Fraudebestrijding
- Grote Ondernemingen
- Invordering
- Kleine en Middelgrote Ondernemingen
- Particulieren

Voorlopig bestaan de zes voornoemde administraties nog steeds. Daarnaast kwam er een aparte administratie Patrimoniumdocumentatie, die de diensten van Kadaster, Registratie en Domeinen omvat.
Begin 2002 werden de taken van het voormalige ministerie bij de Copernicushervorming verdeeld over twee federale overheidsdiensten. De begroting ressorteerde voortaan onder de FOD Budget en Beheerscontrole.

## Organisatie
In 2018  zag het organigram er als volgt uit:
- Stafdiensten
  - Begroting en beheerscontrole (BBC)
  - ICT
  - Logistiek
  - Personeel en organisatie (P&O)
- Autonome Diensten
  - Ruling (Dienst Voorafgaande beslissingen in fiscale zaken)
  - Fiscale Bemiddeling
  - Interne Audit
- Algemene administraties
  - Algemene administratie Fiscaliteit
  - Algemene administratie Patrimoniumdocumentatie
  - Algemene administratie Thesaurie
  - Algemene administratie Inning en Invordering
  - Algemene administratie Douane en Accijnzen
  - Algemene administratie Bijzondere Belastinginspectie (BBI)
  - Beleidsexpertise en -ondersteuning (BEO)

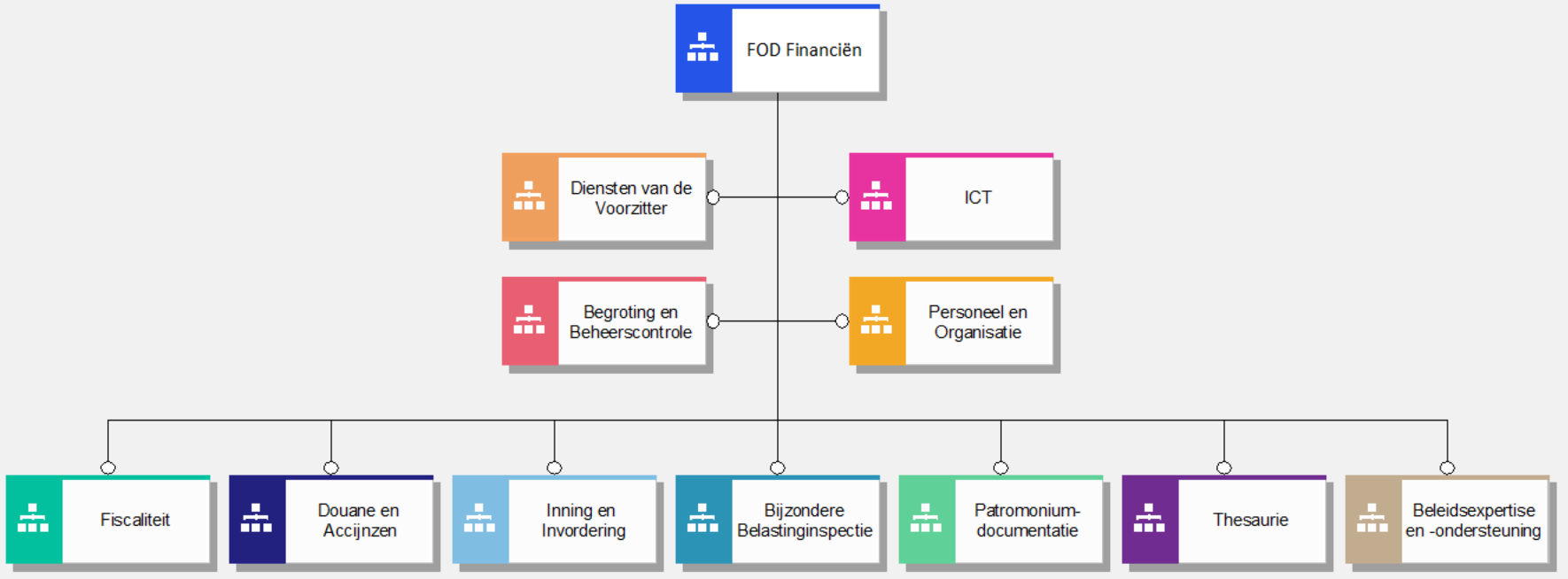
Organigram FOD Financiën in 2018

In 2023 zag het organigram er als volgt uit:
- Voorzitter
  - Diensten van de Voorzitter
  - Autonome diensten
- Stafdiensten
- B&B Begroting en Beheerscontrole
- P&O Personeel en Organisatie
- ICT Informatie- en Communicatietechnologie
- Algemene administraties
  - AABBI Bijzondere Belastinginspectie
  - AAII Inning en Invordering
  - AAD&A Douane en Accijnzen
  - AAPD Patrimoniumdocumentatie
  - AAFisc Fiscaliteit
  - AAThes Thesaurie
  - AABEO

## Trivia
- Het werk van de FOD Financiën werd eind 2016 in beeld gebracht door de televisiereeks De fiscus op Eén.